# Pietermaai
Pietermaai – osada (buurt) w dzielnicy Punda, miasta Willemstad, w dystrykcie Willemstad, w kraju autonomicznym Curaçao, należącym do Holandii, w Ameryce Południowej. 20 października 2023 r. liczyła 194 mieszkańców. 